# Eustach Bühner
Eustach Bühner (* 22. Dezember 1885 in Waldberg; † 28. Juni 1949 ebenda) war ein deutscher Arzt und Politiker der BVP und der CSU.

## Leben und Beruf
Von 1907 bis 1912 studierte Bühner Medizin in Würzburg und München, er schloss das Studium mit der Promotion zum Dr. med. und dem Staatsexamen ab. Er war Mitglied der katholischen Studentenverbindungen KDStV Gothia Würzburg (seit 1907) und KDStV Aenania München im CV. 1913 wurde er als Arzt approbiert. Während des Ersten Weltkriegs war er als Truppenarzt tätig, 1919 verließ er München, um den Spartakisten zu entkommen. Daraufhin ließ er sich als praktischer Arzt in seinem Heimatort Waldberg nieder.

## Politik
Seine politische Tätigkeit begann Bühner als Mitglied der BVP, durch seine Bemühungen konnte die soziale und wirtschaftliche Situation in seiner Heimat verbessert werden. Ein weiterer Schwerpunkt seiner politischen Arbeit war der Kampf gegen den Nationalsozialismus, so hielt er von 1929 bis 1933 mehr als 100 Versammlungen. Diese bewirkten, dass dem Kreistag des Landkreises Bad Neustadt nur noch drei Nationalsozialisten angehörten. Während der Zeit des Nationalsozialismus wurde er im Juni 1933 sowie im August 1944 verhaftet und misshandelt.
1945 beteiligte sich Bühner an der Gründung der CSU in Bad Neustadt an der Saale und war dort Kreisrat. 1946 wurde er in die Verfassunggebende Landesversammlung berufen. Im selben Jahr wurde er in den Bayerischen Landtag gewählt. Diesem gehörte er bis zu seinem Tode an, sein Nachrücker war Gustav Wölfel.